# بريت ويلكينسون
بريت ويلكينسون (بالإنجليزية: Brett Wilkinson)‏ هو مجدف أمريكي، ولد في 2 مايو 1976 في هايد بارك في الولايات المتحدة.

## وصلات خارجية
- بريت ويلكينسون على موقع الاتحاد الدولي للتجديف (الإنجليزية)
- بريت ويلكينسون على موقع اللجنة الأولمبية الدولية (الإنجليزية)
- بريت ويلكينسون على موقع أوليمبيديا (الإنجليزية)